# Bataille d'Abu Kru
Pour les articles homonymes, voir Kru.
Guerre des Mahdistes (1881-1899)
Batailles
- Aba
- El Obeid
- Première bataille d'El Teb
- Deuxième bataille d'El Teb
- Tamai
- Trinkitat
- El Eilafun
- Abu Klea
- Abu Kru
- Khartoum
- Kirbekan
- Hashin
- Tofrek
- Ginnis
- Metemma
- Toski
- Agordat
- Barca
- Tokar
- Serobeti
- Agordat
- Kassala
- Gulusit
- 1er Sebderat
- 2e Sebderat
- Mokram
- Tucruf
- Firkat
- Hafir
- Bedden
- Redjaf
- Abu Hamed
- Atbara
- Omdurman
- Fachoda
- Gedaref
- Roseires
- Umm Diwaykarat

La bataille d'Abu Kru ou de Gubat est livrée le 19 janvier 1885 pendant la guerre des Mahdistes au Soudan.
La colonne britannique commandée par le général Herbert Stewart (en) envoyée au secours de Khartoum assiégée par les Mahdistes, est attaquée le 17 janvier à Abu Klea. Après de difficiles combats, les Britanniques repoussent les Derviches et reprennent leur progression. Le 19 janvier, 12 kilomètres plus loin, ils subissent à nouveau les assauts des guerriers soudanais. Ceux-ci essuient une nouvelle défaite mais le général Stewart est mortellement blessé lors de la bataille et le général Charles Wilson lui succède. Sous son commandement, la colonne se déplace plus lentement, ralentie il est vrai par ses blessés, et Khartoum tombe avant son arrivée.

## Sources
- (en) Philip Warner, Dervish : the rise and fall of an African Empire, Ware, Hertfordshire, Wordsworth Editions, coll. « Wordsworth military library », 2000, 235 p. (ISBN 978-1-840-22246-3)